# ハレ (ヴェーザーベルクラント)
ハレ (ドイツ語: Halle) は、ドイツ連邦共和国ニーダーザクセン州ホルツミンデン郡に属す町村（以下、本項では便宜上「町」と記述する）で、ザムトゲマインデ・ボーデンヴェルダー＝ポレを構成する市町村の一つである。

## 地理

### 位置
この町はヴェーザーベルクラント地方の中央部、フォーグラー山とイート山の間に位置し、レネ川の支流シュピュリヒバッハ川が流れる。

### 隣接する市町村
ハレは、北と東はハーメルン＝ピルモント郡のエンマータール、コッペンブリュッゲ、ザルツヘンメンドルフ、南はディールミッセンおよびキルヒブラーク、西はボーデンヴェルダーおよびハイエンと境を接する。

### 自治体の構成
自治体としてのハレは、以下の7つの集落からなる。
- ブレムケ
- ドーンゼン
- ハレ
- フンツェン
- クライプケ
- トゥフトフェルト
- ヴェーゲンゼン

## 歴史
ハレは農村と手工業の村で、997年に初めて文献に記録されている。その経済発展は、多くの街道が集まる交差点に沿った良好な社会資本に拠っており、イート山とフォーグラー山の間の小村落の中心地となっていた。19世紀には、郵便局、ブラウンシュヴァイク国営銀行の支店、薬局や商店がある日常生活における中心地の役割を果たしていた。ハレには工業化されなかった。人口は19世紀半ばから減少し、20世紀になって再び増加に転じた。町の名前はゲルマン語のHall（＝塩）を意味しており、ハレ近郊のシュタインミューレンブリンクにあった塩井に由来する。これは昔は極めて重要な施設であった。発掘の結果、5000年前から定住者があったことが解っている。

## 行政
ハレの議会は11議席からなる。
名誉職の町長はアクセル・ムンツェル (WG) である。

## 文化と見所

### サークル
- ハレ自衛消防団: 1875年結成
- ホリドー・ハレ射撃サークル: 1929年結成
- TSVハレe.V.: 1922年結成

## 経済と社会資本

### 地元企業
- RAS GmbH: 配管製造（1983年設立）

### 交通
ハレは連邦道B240号線（町内ではカイザー通りと呼ばれている）および州道558号線（町内ではハーメルナー通りと呼ばれている）沿いに位置している。クライプケ地区を州道424号線が通っている。

## 引用
1. ↑  Landesamt für Statistik Niedersachsen, LSN-Online Regionaldatenbank, Tabelle A100001G: Fortschreibung des Bevölkerungsstandes, Stand 31. Dezember 2023